# Erannis fuscomarmorata
Erannis fuscomarmorata là một loài bướm đêm trong họ Geometridae.